# Ахиллово сухожилие
Ахиллово сухожилие, или пяточное сухожилие (лат. tendo calcaneus), — самое мощное и крепкое сухожилие человеческого тела, может выдержать тягу на разрыв до 350 килограммов, а в некоторых случаях и более. Несмотря на это, относится к наиболее часто травмируемым сухожилиям. Источником названия «ахиллово сухожилие» считают миф об Ахилле.

## Строение
Ахиллово сухожилие берёт своё начало в месте слияния латеральной и медиальной головок икроножной и камбаловидной мышц, присоединяется к пяточному бугру; рядом с местом присоединения расположена синовиальная сумка (лат. bursa tendinis calcanei (Achillis)). Вверху ахиллово сухожилие широкое и относительно тонкое, книзу сужается и утолщается, а на расстоянии 3,5–4 см выше пяточной кости вновь расширяется. На передней поверхности ахиллова сухожилия располагается массивный слой жировой ткани, отделяющей его от глубокого листка фасции голени.

## История терминологии
Своё название ахиллово сухожилие берёт из мифов Древней Греции, точнее из мифов об Ахиллесе. Согласно одной из версий, мать Ахилла, морская нимфа Фетида, стремясь сделать сына неуязвимым, окунула его в воды подземной реки Стикс, при этом, однако, пятка ребёнка, за которую она его держала, осталась уязвимой. Впоследствии Ахиллес умирает от раны, которую причинила стрела, пущенная Парисом, именно в его пятку — ахиллесову пяту.

## Болезни ахиллова сухожилия
Преобладают болезни ахиллова сухожилия, связанные с его повреждениями, менее распространены его воспаления и недостаточная длина от рождения — конская стопа.
Воспаляется в ахилловом сухожилии синовиальная сумка рядом с местом его присоединения к пяточному бугру. Это заболевание называется ахиллодинией, или ахиллобурситом. Вызывается долговременной травмой, неудобной обувью и различными болезнями (вирусные заболевания, ревматизм). Лечение — принятие ванн, тёплая атмосфера, покой. При хроническом течении нужна операция — иссечение синовиальной сумки.
Конская стопа лечится проведением операции — ахиллотомии.
Повреждения ахиллова сухожилия могут быть закрытыми и открытыми. Закрытые распространены среди спортсменов и артистов балета. Ахиллово сухожилие может разорваться или оторваться от пяточного бугра.

### Разрывы ахиллова сухожилия
Разрыв ахиллова сухожилия обычно бывает полным. Чаще разрывы происходят при внезапной резкой нагрузке на сухожилие при старте у спринтеров, в момент отрыва ноги от земли при прыжке, при резком тыльном сгибании стопы — падение с высоты. При прямой травме режущим предметом может возникнуть частичное повреждение сухожилия. Пациент жалуется на боли в области ахиллова сухожилия. В момент травмы возникает ощущение удара по сухожилию. На задней поверхности нижней трети голени возникает кровоизлияние, отёк. В области разрыва обнаруживается западение, если разрыв сухожилия полный, то наблюдается диастаз (расстояние между верхним и нижним концами сухожилия). Подошвенное сгибание стопы отсутствует — пациент не может встать «на носочки».
Кроме полного и неполного разрыва существует также одно- или двустороннее повреждение ахиллова сухожилия, однако двусторонние происходят редко, а чаще всего повреждается левая нога. Травматический разрыв обычно происходит на расстоянии 2–3 см от пяточного бугра и сопровождается треском в области пяточного сухожилия.
Оказание первой помощи при разрыве ахиллова сухожилия состоит в наложении транспортной шины, при этом стопа должна быть в эквинусном положении (патологическое положение стопы, во время которого передний край стопы поднят, а наружный край опущен вниз).
При лечении частичного разрыва ахиллова сухожилия вводится раствор новокаина и накладывается гипсовая повязка. Полный разрыв лечится с помощью операции, при которой концы сухожилия сшиваются капроновыми швами, к этому может добавляться пластика. Если ахиллово сухожилие отрывается от пяточного бугра, его пришивают к нему капроновыми или лавсановыми швами.